# Barão Windsor
Houve vários títulos criada em nome de Windsor. 
O primeiro foi o de Barão Windsor, na nobreza da Inglaterra, criado pelo mandado de citação em 1529 por Sir Andrew Stanwell de Windsor. O título ainda existe, e é realizada pelo Conde de Plymouth. 
O título de Visconde de Windsor Blackcastle, na nobreza da Irlanda, foi criada em 1699 por Thomas Windsor, filho mais novo do 7º Barão Windsor. Tornou-se extinto na morte do Visconde a segunda em 1758. 
O 2º Visconde de Windsor a filha casou com o 4º Conde de Bute, e seu marido foram criados Conde de Windsor e Marquês de Bute, na nobreza da Grã-Bretanha, em 1796. Este título é ainda existente. 
Outro título do Visconde Windsor, desta vez na nobreza do Reino Unido, foi criada para a 14. Barão Windsor, em 1905, juntamente com o condado de Plymouth. 
O último título Windsor, a ser criado foi o de Duque de Windsor, conferidos à SAR o Prince Edward, irmão mais velho do rei George VI, em 1937 após a sua abdicação do trono. Ele não foi associado à família dos Barões Windsor, mas a Família Real tinha adotado o nome de Windsor em 1917. O ducado de Windsor se tornou extinta a sua morte em 1972.

## Barões Windsor
- Andrew Windsor, 1º Barão Windsor (1467-1543)
- William Windsor, 2º Barão Windsor (1498-1558)
- Edward Windsor, 3º Baron Windsor (1532-1574)
- Frederick Windsor, 4º Barão Windsor (1559-1585)
- Henry Windsor, 5º Barão Windsor (1562-1605)
- Thomas Windsor, 6º Barão Windsor (1591-1642), baronia abeyant em sua morte
- Thomas Windsor Hickman, 7º Barão Windsor (1627-1687), suspenso rescindido 1660, criou Earl of Plymouth em 1682
- Hickman, 8º Barão Windsor, 2nd Earl of Plymouth (1679-1727)
- Hickman, 9º Barão Windsor, 3rd Earl of Plymouth (1707-1732)
- Lewis Hickman, 10º Barão Windsor, 4th Earl of Plymouth (1731-1771)
- Hickman Windsor, 11º Barão Windsor, 5th Earl of Plymouth (1751-1799)
- Archer Windsor, 12º Barão Windsor, 6th Earl of Plymouth (1789-1833), baronia abeyant em sua morte
- Harriet Windsor, 13º Baronesa Windsor (1797-1869), suspenso rescindido 1855
- Robert George Windsor-Clive, 14º Barão Windsor (1857-1923), criado e Visconde
- Ivor Miles Windsor-Clive, 15º Barão Windsor (1889-1943)
- Robert Ivor Windsor-Clive, 16º Barão Windsor (n. 1923)